# Голомянки
Голомя́нки (лат. Comephorus) — род лучепёрых рыб из семейства рогатковых (Cottidae), включающий два вида. Единственный род в подсемействе голомянковых, или байкальских широколобок, или комефоровых (Comephorinae), ранее выделяемое в самостоятельное семейство Comephoridae.

## Описание
Это прозрачные рыбы без чешуи и плавательного пузыря, тело которых на 35 % состоит из жира. Обитают на большой глубине озера Байкал и являются живородящими. Русское название «голомянка» происходит от слова «голомень», что означает «открытое море», и точно передаёт особенности экологии этих рыб. Для неё характерно утончение костей черепа, редукция скелета брюшных плавников и, напротив, увеличение размеров грудных, спинных и анального плавников.
Голомянка способна произвести до 2000 маленьких рыб. Д. Н. Талиев упоминает о размножении Comephorus baikalensis путём гиногенеза (этот способ размножения встречается у нескольких видов рыб).
Основными компонентами пищи малой голомянки являются эпишура и макрогектопус, второстепенными или случайными являются циклопы, донные амфиподы и молодь голомянок. Молодь голомянки питается исключительно копеподами.
Длина самок большой голомянки доходит до 25 см, самцов — до 16 см. Особи малой голомянки заметно меньших размеров — самка достигает 15 см, а самец — 12 см.
Иногда останки голомянок можно найти на берегу, например, после шторма или после таяния льда, так как мёртвые рыбы из-за большого содержания в них жира обладают меньшей плотностью, чем вода, и поэтому после смерти всплывают, вместо того чтобы тонуть, что обычно происходит с другими рыбами. Некоторые утверждают, что голомянка «тает на солнце». Жир этой рыбы, предположительно, использовался раньше в качестве масла для ламп и сыграл значительную роль в монгольской и китайской медицине. Во время Великой Отечественной войны её вылавливали для того, чтобы восстанавливать силы раненых. Голомянкой питаются почти все рыбы и, особенно, байкальская нерпа.

## Классификация
В род включают 2 вида:
- Comephorus baikalensis (Pallas, 1776) — Большая голомянка, или байкальская голомянка
- Comephorus dybowskii (Korotneff, 1904) — Малая голомянка, или голомянка Дибовского